# Młokicie
Młokicie (niem. Weidenbach) – wieś w Polsce położona w województwie opolskim, w powiecie namysłowskim, w gminie Wilków.
W latach 1975–1998 miejscowość administracyjnie należała do ówczesnego województwa opolskiego.
Jest niewielką wioską, leżącą nad Widawą.

## Nazwa
Miejscowość wzmiankowana w dokumentach po raz pierwszy w 1155 r. jako Iascotele. W księdze łacińskiej Liber fundationis episcopatus Vratislaviensis (pol. Księga uposażeń biskupstwa wrocławskiego) spisanej za czasów biskupa Henryka z Wierzbna w latach 1295–1305 miejscowość wymieniona jest w zlatynizownej formie Widnavia villa.

## Historia
W roku 1844 należała do wdowy po kapitanie A. V. Busse. We wsi znajdował się dwór, folwark, 32 domy mieszkalne, 253 mieszkańców (5 katolików), ewangelicka szkoła z 1 nauczycielem, młyn wodny dwukołowy, gorzelnia i 6 rzemieślników. Koło wsi znajdował się folwark zwany Owczarnią, hodowano w nim 750 owiec – merynosów. W roku 1912 wieś należała do powiatu oleśnickiego i liczyła 216 mieszkańców (45 katolików).